# رسیتال
رِسیتال (به انگلیسی: recital، به فرانسوی: récital) به اجرای موسیقی آوازی یا سازی (بی‌کلام) توسط یک نوازنده (گاهی همراه با پیانو) یا اجرایی از کارهای یک آهنگساز گفته می‌شود. ابتکار رسیتال تک‌نوازی پیانو منسوب به فرانتس لیست، آهنگساز بزرگ مجار است.
در رسیتالِ سازی یا آوازی ممکن است یک نوازنده در آن برجسته‌تر باشد. در برخی موارد نیز ممکن است خواندن یا نواختن با پیانو همراهی شود.
همچنین، رسیتال می‌تواند انواع گوناگونی مانند رسیتال رقص داشته باشد.